# Albiez-Montrond
Albiez-Montrond – miejscowość i gmina we Francji, w regionie Owernia-Rodan-Alpy, w departamencie Sabaudia.
Według danych na rok 1990 gminę zamieszkiwało 301 osób, a gęstość zaludnienia wynosiła 6 osób/km² (wśród 2880 gmin regionu Rodan-Alpy Albiez-Montrond plasuje się na 1328. miejscu pod względem liczby ludności, natomiast pod względem powierzchni na miejscu 63.).